# Synidotea brunnea
Synidotea brunnea är en kräftdjursart som beskrevs av Pires och Moreira 1975. Synidotea brunnea ingår i släktet Synidotea och familjen tånglöss. Inga underarter finns listade i Catalogue of Life.